# Żółczyce (przystanek kolejowy)
Żółczyce – nieistniejący już przystanek kolejowy w Kołobrzegu, w województwie zachodniopomorskim, w Polsce. Został zlikwidowany po 1951 roku.